# Le Prince de Hombourg (film)
Pour l’article homonyme, voir Il principe di Homburg (film, 1983).
Pour plus de détails, voir Fiche technique et Distribution.
Le Prince de Hombourg (Il principe di Homburg) est un film italien réalisé par Marco Bellocchio, sorti en 1997. C'est l'adaptation de la pièce du même nom d'Heinrich von Kleist. Il est présenté en sélection officielle au Festival de Cannes 1997.

## Synopsis
Le jeune prince de Hombourg, commandant de la cavalerie du Brandebourg pendant la guerre de Hollande, est en proie au somnambulisme. Une nuit, il ramasse un gant laissé par sa fiancée Natalia. Le lendemain, fasciné par la vision de ce gant, il n’écoute que distraitement les consignes militaires et, sur le champ de bataille, désobéit. L'oncle du prince, chef de l'armée, exige que son indiscipline soit punie de façon exemplaire…

## Fiche technique
- Titre original : Il principe di Homburg
- Titre français : Le Prince de Hombourg
- Réalisation : Marco Bellocchio
- Scénario : Marco Bellocchio d'après la pièce du même nom de Heinrich von Kleist
- Pays d'origine : Italie
- Format : Couleurs - 35 mm - Dolby
- Genre : drame, historique, romance
- Durée : 89 minutes
- Date de sortie :
  - France : 8 mai 1997 : (Festival de Cannes 1997)
  - France : 1er juillet 2015

## Distribution
- Andrea Di Stefano : Prince de Hombourg
- Barbora Bobulova : Nathalie
- Toni Bertorelli : Grand Électeur
- Anita Laurenzi : Électrice
- Fabio Camilli : Hohenzollern
- Pierfrancesco Favino : Comte Sparren